# 沙礼卡尔比
拿督沙礼·卡尔比（1964年8月10日—2025年4月13日），马来西亚政治人物，为巫统党员，曾经于2008年至2013年担任沙巴诗南国会议员。

## 个人荣誉
- 彭亨：
  -  彭亨王冠拿督勋章（DIMP）—拿督（2011年）